# 住めば地球
『住めば地球』（すめばちきゅう）は、1988年10月2日から1991年3月31日まで、テレビ朝日系列（一部を除く）で毎週日曜朝（詳細な放送時間は後述）に放送された、朝日放送制作のドキュメンタリー番組。マルコー（後のアパマンショップサブリース、マルコーグループ → フテログループの中核会社）の一社提供。

## 概要
海外で活躍する日本人たちを紹介していた番組で、後に同系列局で放送される『ポカポカ地球家族』（2002年 - 2007年）とコンセプトが似通っていた。それまでラジオパーソナリティとしての活動が中心であったジョン・カビラが、初めて顔出しで出演した番組でもある。番組後半では、司会の三枝成章がゲストと電話でやりとりしていた。
日曜10時台後半にて放送されていた頃には、制作局である朝日放送と日本記録センターの共同制作であったが、放送時間帯が日曜9時台後半に移ってからは朝日放送とオフィス・トゥー・ワンの共同制作となった。また、当初は「MARUKO WORLD TREND」（マルコー・ワールド・トレンド）をサブタイトルに冠していたが、マルコーグループが1990年4月に商号をフテログループ（φTEPO GROUP）に変更してからは「φTEPO WORLD TREND」（フテロ・ワールド・トレンド）に改められた。

## 放送時間
いずれも日本標準時。
- 日曜 10:30 - 11:00 （1988年10月2日 - 1989年3月26日）
- 日曜 09:30 - 10:00 （1989年4月2日 - 1991年3月31日） - 『サンデープロジェクト』（テレビ朝日と朝日放送の共同制作）の開始に伴う措置。以降『住まいのダイエット』の終了（2017年9月24日）まで、同時間帯において朝日放送制作の情報番組が連続することとなる。

放送時間帯の変更に伴い、夏の高校野球中継の影響で2シーズン分の裏送りが発生。本番組終了後もこの放送状況は継続することとなる。

## 出演者

### 司会
- 三枝成章

### ナレーター
- 国井修（1988年10月2日 - 1989年3月26日）
- ジョン・カビラ（1989年4月2日 - 1991年3月31日） - 1990年4月1日放送分からは顔出し出演もあり。

## オープニング
MARUKO時代
- 輪切りになった果物の断面（オレンジ、パイナップル、マンゴー、キウイなど。但しイチゴは輪切りしていない）が次々と映し出された後、赤い背景色に白抜きで「MARUKO WARLD TREND 住めば地球」のロゴが一旦表示され、その後オレンジの断面をバックにタイトルロゴが黒文字で再び表示される。

φTEPO時代
- 地球儀が回るCGアニメーション。背景が夜空から白い背景色に変わると、地球儀が画面中央から右下、左上を経て中央に戻り、歩く人間を模したキャラクターと共に「φTEPO WORLD TREND 住めば地球」のロゴが表示される。

## ネット局
| 放送対象地域   | 放送局             | 系列           | 備考                   |
| -------------- | ------------------ | -------------- | ---------------------- |
| 近畿広域圏     | 朝日放送           | テレビ朝日系列 | 制作局                 |
| 関東広域圏     | テレビ朝日         | テレビ朝日系列 |                        |
| 北海道         | 北海道テレビ       | テレビ朝日系列 |                        |
| 宮城県         | 東日本放送         | テレビ朝日系列 |                        |
| 福島県         | 福島放送           | テレビ朝日系列 |                        |
| 新潟県         | 新潟テレビ21       | テレビ朝日系列 |                        |
| 静岡県         | 静岡けんみんテレビ | テレビ朝日系列 | 現・静岡朝日テレビ     |
| 中京広域圏     | 名古屋テレビ       | テレビ朝日系列 |                        |
| 広島県         | 広島ホームテレビ   | テレビ朝日系列 |                        |
| 香川県・岡山県 | 瀬戸内海放送       | テレビ朝日系列 |                        |
| 福岡県         | 九州朝日放送       | テレビ朝日系列 |                        |
| 長崎県         | 長崎文化放送       | テレビ朝日系列 | 1990年4月の開局時から  |
| 熊本県         | 熊本朝日放送       | テレビ朝日系列 | 1989年10月の開局時から |
| 鹿児島県       | 鹿児島放送         | テレビ朝日系列 |                        |

この他、1991年4月1日に開局した長野朝日放送は、開局前のサービス放送で本番組の最終回のみをネットした。
| 朝日放送をはじめとするテレビ朝日系列 日曜10:30 - 11:00                                                       | 朝日放送をはじめとするテレビ朝日系列 日曜10:30 - 11:00                                                            | 朝日放送をはじめとするテレビ朝日系列 日曜10:30 - 11:00                                                         |
| 前番組 | 番組名 | 次番組 |
| --- | --- | --- |
| いい話みつけ旅 （1988年4月3日 - 1988年9月25日） ※10:30 - 10:55ミニ番組 ※10:55 - 11:00                        | 住めば地球 （1988年10月2日 - 1989年3月26日） - ※本番組の放送期間中のみマルコー一社提供枠、 本番組まで朝日放送制作 | サンデープロジェクト （1989年4月2日 - 2010年3月28日） ※10:00 - 11:45 - ※同番組よりテレビ朝日・朝日放送共同制作 |
| 朝日放送をはじめとするテレビ朝日系列 日曜9:30 - 10:00                                                        | | |
| 機動刑事ジバン （1989年1月29日 - 1989年3月26日） - ※日曜8:00 - 8:30に移動、 同番組までメタルヒーローシリーズ | 住めば地球 （1989年4月2日 - 1991年3月31日） - ※本番組の放送期間中のみマルコー一社提供枠、 本番組より朝日放送制作  | スポーツシャワー〜ヒーローに花束を〜 （1991年4月7日 - 1992年3月29日）                                          |